# Persone di nome Gérard
| Questa pagina contiene informazioni ricavate automaticamente dalle voci biografiche con l'ausilio del template Bio e di un bot. L'aggiornamento è periodico e automatico e ricostruisce completamente la pagina. Se manca una persona in questa lista, sei pregato di non aggiungerla, ma accertati piuttosto che la sua voce biografica contenga il template Bio e che i dati anagrafici siano correttamente compilati. Se il template Bio manca, inseriscilo tu stesso o, in alternativa, metti l'avviso {{tmp\|Bio}} che ne segnala la mancanza. Se i dati riportati sono sbagliati, correggi direttamente la voce biografica; le modifiche saranno visibili in questa lista entro pochi giorni. Per chiarimenti vedi il progetto antroponimi. La lista contiene solo le 133 persone che sono citate nell'enciclopedia e per le quali è stato implementato correttamente il template Bio. Pagina aggiornata al 6 ago 2025. |

Questa è una lista di persone presenti nell'enciclopedia che hanno il nome Gérard, suddivise per attività principale.

## Abati(1)
- Gérard Calvet, abate francese (Bordeaux, n. 1927 - Carpentras, † 2008)

## Allenatori di calcio(8)
- Gérard Banide, allenatore di calcio e ex calciatore francese (Parigi, n. 1936)
- Gérard Buscher, allenatore di calcio e ex calciatore francese (Algeri, n. 1960)
- Gérard Castella, allenatore di calcio e ex calciatore svizzero (n. 1953)
- Gérard Coinçon, allenatore di calcio e ex calciatore francese (Belfort, n. 1939)
- Gérard Gili, allenatore di calcio e ex calciatore francese (Marsiglia, n. 1952)
- Gérard Janvion, allenatore di calcio e ex calciatore francese (Fort-de-France, n. 1953)
- Gérard Kautai, allenatore di calcio e ex calciatore francese (n. 1956)
- Gérard de Nooijer, allenatore di calcio e ex calciatore olandese (Oost-Souburg, n. 1969)

## Arbitri di calcio(1)
- Gérard Biguet, ex arbitro di calcio francese (Jarny, n. 1946)

## Astronomi(1)
- Gérard de Vaucouleurs, astronomo francese (Parigi, n. 1918 - Austin, † 1995)

## Attori(12)
- Gérard Barray, attore francese (Tolosa, n. 1931 - Marbella, † 2024)
- Gérard Blain, attore e regista francese (Parigi, n. 1930 - Parigi, † 2000)
- Gérard Darmon, attore e cantante francese (Parigi, n. 1948)
- Gérard Depardieu, attore e produttore cinematografico francese (Châteauroux, n. 1948)
- Gérard Hernandez, attore e doppiatore spagnolo (Valladolid, n. 1933)
- Gérard Herter, attore tedesco (Stoccarda, n. 1920 - Monaco di Baviera, † 2007)
- Gérard Jugnot, attore e regista francese (Parigi, n. 1951)
- Gérard Lanvin, attore francese (Boulogne-Billancourt, n. 1950)
- Gérard Meylan, attore francese (Marsiglia, n. 1952)
- Gérard Philipe, attore francese (Cannes, n. 1922 - Parigi, † 1959)
- Gérard Tichy, attore tedesco (Weißenfels, n. 1920 - Madrid, † 1992)
- Gérard Watkins, attore e drammaturgo britannico (Londra, n. 1965)

## Aviatori(2)
- Gérard Feldzer, aviatore francese (Aurec-sur-Loire, n. 1944)
- Gérard Moss, aviatore, ambientalista e esploratore britannico (Inghilterra, n. 1955 - † 2022)

## Baritoni(1)
- Gérard Souzay, baritono francese (Angers, n. 1918 - Antibes, † 2004)

## Biblisti(1)
- Gérard Rossé, biblista francese (Alsazia, n. 1937)

## Calciatori(16)
- Gérard Aygoui, calciatore francese (Montpellier, n. 1936 - Marsiglia, † 2021)
- Gérard Cenzato, ex calciatore francese (Créteil, n. 1951)
- Gérard Delbeke, calciatore e allenatore di calcio belga (Ruiselede, n. 1898 - † 1984)
- Gérard Devos, calciatore belga (Saint-André, n. 1903 - Tielt, † 1972)
- Gérard Farison, calciatore francese (Saint-Jean-Bonnefonds, n. 1944 - Saint-Raphaël, † 2021)
- Gérard Fossoud, calciatore francese (Chambéry, n. 1935 - Saint-Pierre-d'Albigny, † 2019)
- Gérard Gnanhouan, ex calciatore ivoriano (Adzope, n. 1979)
- Gérard Grizzetti, ex calciatore francese (Aubervilliers, n. 1943)
- Gérard Hausser, ex calciatore francese (Strasburgo, n. 1941)
- Gérard Houllier, calciatore, allenatore di calcio e dirigente sportivo francese (Thérouanne, n. 1947 - Parigi, † 2020)
- Gérard Isbecque, calciatore francese (Roubaix, n. 1897 - Roubaix, † 1970)
- Gérard Joseph, ex calciatore haitiano (n. 1942)
- Gérard Maki Haitong, ex calciatore vanuatuano (n. 1978)
- Gérard Martinelli, ex calciatore francese (Tarascon, n. 1948)
- Gérard Mersch, calciatore camerunese (Yaoundé, n. 1996)
- Gérard Soler, ex calciatore francese (Oujda, n. 1954)

## Cantanti(2)
- Gérard Filippelli, cantante, chitarrista e attore francese (Parigi, n. 1942 - Argenteuil, † 2021)
- Gérard Rinaldi, cantante, attore e doppiatore francese (Parigi, n. 1943 - Briis-sous-Forges, † 2012)

## Cantautori(2)
- Gérard Blanc, cantautore e compositore francese (Boulogne-Billancourt, n. 1947 - Parigi, † 2009)
- Gérard Lenorman, cantautore, compositore e produttore discografico francese (Bénouville, n. 1945)

## Cardinali(2)
- Gérard Machet, cardinale e vescovo cattolico francese (Blois, n. 1376 - Tours, † 1448)
- Gérard du Puy, cardinale francese (Rosiers-d'Égletons - Avignone, † 1389)

## Cavalieri(1)
- Gérard de Balorre, cavaliere francese (Parigi, n. 1899 - Parigi, † 1974)

## Cestisti(4)
- Gérard Capron, ex cestista francese (n. 1946)
- Gérard Lespinasse, ex cestista francese (Thionville, n. 1944)
- Gérard Pontais, cestista francese (Dives-sur-Mer, n. 1928 - Caen, † 2024)
- Gérard Sturla, cestista e allenatore di pallacanestro francese (Izeaux, n. 1930 - Décines-Charpieu, † 2006)

## Chirurghi(1)
- Gérard Saillant, chirurgo francese (n. 1945)

## Ciclisti su strada(4)
- Gérard Besnard, ciclista su strada francese (Saint-Symphorien, n. 1945)
- Gerard Loncke, ciclista su strada e pistard belga (Overpelt, n. 1905 - Neerpelt, † 1979)
- Gérard Moneyron, ex ciclista su strada francese (Parigi, n. 1948)
- Gérard Rué, ex ciclista su strada e dirigente sportivo francese (Rennes, n. 1965)

## Compositori(3)
- Gérard Buquet, compositore e musicista francese (Anzin, n. 1954)
- Gérard Calvi, compositore francese (Parigi, n. 1922 - Parigi, † 2015)
- Gérard Grisey, compositore francese (Belfort, n. 1946 - Le Kremlin-Bicêtre, † 1998)

## Critici letterari(2)
- Gérard Genette, critico letterario e francesista francese (Parigi, n. 1930 - Ivry-sur-Seine, † 2018)
- Gérard Genot, critico letterario e traduttore francese (Montjay, n. 1937 - Nanterre, † 2018)

## Economisti(1)
- Gérard Debreu, economista francese (Calais, n. 1921 - Parigi, † 2004)

## Esoteristi(1)
- Gérard Encausse, esoterista e medico francese (La Coruña, n. 1865 - Parigi, † 1916)

## Filologi(1)
- Gérard Garitte, filologo e storico francese (Provincia dell'Hainaut, n. 1914 - Provincia dell'Hainaut, † 1990)

## Fisici(1)
- Gérard Mourou, fisico francese (Albertville, n. 1944)

## Fotografi(1)
- Gérard Rancinan, fotografo francese (Talence, n. 1953)

## Fumettisti(1)
- Gérard Lauzier, fumettista, regista e sceneggiatore francese (Marsiglia, n. 1932 - Parigi, † 2008)

## Generali(1)
- Gérard Leman, generale belga (Liegi, n. 1851 - Liegi, † 1920)

## Imprenditori(3)
- Gérard Blitz, imprenditore e pallanuotista belga (Anversa, n. 1912 - Parigi, † 1990)
- Gérard Mestrallet, imprenditore francese (Parigi, n. 1949)
- Gérard Mulliez, imprenditore e dirigente d'azienda francese (Roubaix, n. 1931)

## Incisori(1)
- Gérard Audran, incisore francese (Lione, n. 1640 - Parigi, † 1703)

## Ingegneri(3)
- Gérard Cartier, ingegnere e poeta francese (Grenoble, n. 1949)
- Gérard Ducarouge, ingegnere francese (Volesvres, n. 1941 - Neuilly-sur-Seine, † 2015)
- Gérard Freebairn Vultee, ingegnere statunitense (New York, n. 1900 - Sedona, † 1938)

## Insegnanti(1)
- Gérard Mussies, insegnante olandese (L'Aia, n. 1934)

## Lottatori(1)
- Gérard Santoro, lottatore francese (Auchel, n. 1961)

## Marciatori(1)
- Gérard Lelièvre, ex marciatore francese (Laval, n. 1949)

## Militari(1)
- Gérard Muselli, militare e aviatore francese (Châteauroux, n. 1919 - Arcachon, † 1970)

## Nuotatori(3)
- Gérard Blitz, nuotatore e pallanuotista belga (Amsterdam, n. 1901 - Ganshoren, † 1979)
- Gérard Coignot, nuotatore francese (Troyes, n. 1936 - † 2023)
- Gérard Gropaiz, nuotatore francese (Parigi, n. 1943 - † 2012)

## Pallanuotisti(2)
- Gé Bohlander, pallanuotista olandese (Amsterdam, n. 1895 - Kelpen, † 1940)
- Gérard Faetibolt, pallanuotista francese (Colmar, n. 1932 - † 2023)

## Pianisti(1)
- Gérard Frémy, pianista, compositore e percussionista francese (n. 1935 - † 2014)

## Piloti automobilistici(1)
- Gérard Larrousse, ex pilota automobilistico e dirigente sportivo francese (Lione, n. 1940)

## Piloti di rally(1)
- Gérard de Rooy, pilota di rally olandese (Eindhoven, n. 1980)

## Pittori(6)
- Gérard Charrière, pittore svizzero (Magnedens, n. 1935)
- Gérard Douffet, pittore fiammingo (Liegi, n. 1594 - Liegi, † 1660)
- Gérard Edelinck, pittore e incisore fiammingo (Anversa, n. 1640 - Parigi, † 1707)
- Gérard Fromanger, pittore, scultore e fotografo francese (Jouars-Pontchartrain, n. 1939 - Parigi, † 2021)
- Gérard de Lairesse, pittore, incisore e decoratore olandese (Liegi, n. 1641 - Amsterdam, † 1711)
- Gérard van Spaendonck, pittore e incisore olandese (Tilburg, n. 1746 - Parigi, † 1822)

## Poeti(1)
- Gérard de Nerval, poeta e scrittore francese (Parigi, n. 1808 - Parigi, † 1855)

## Politici(7)
- Gérard Collomb, politico francese (Chalon-sur-Saône, n. 1947 - Saint-Genis-Laval, † 2023)
- Gérard Cooreman, politico belga (Gand, n. 1852 - Bruxelles, † 1926)
- Gérard Deprez, politico belga (Noville, n. 1943)
- Gérard Larcher, politico e veterinario francese (Flers, n. 1949)
- Gérard Latortue, politico, diplomatico e funzionario haitiano (Les Gonaïves, n. 1934 - Boca Raton, † 2023)
- Gérard Kango Ouédraogo, politico burkinabé (Ouahigouya, n. 1925 - † 2014)
- Gérard Schivardi, politico francese (Narbonne, n. 1950)

## Presbiteri(1)
- Gérard Verbeke, presbitero e storico della filosofia belga (Waregem, n. 1910 - Waregem, † 2001)

## Progettisti(1)
- Gérard Welter, progettista, ingegnere e dirigente sportivo francese (Thorigny-sur-Marne, n. 1942 - Jossigny, † 2018)

## Registi(6)
- Gérard Bourgeois, regista e sceneggiatore svizzero (Ginevra, n. 1874 - Parigi, † 1944)
- Gérard Corbiau, regista e sceneggiatore belga (Bruxelles, n. 1941)
- Gérard Courant, regista, attore e scrittore francese (Lione, n. 1951)
- Gérard Krawczyk, regista francese (Parigi, n. 1953)
- Gérard Pirès, regista e sceneggiatore francese (Parigi, n. 1942)
- Gérard Pullicino, regista e compositore francese (n. 1958)

## Saltatori con gli sci(1)
- Gérard Balanche, ex saltatore con gli sci svizzero (Le Locle, n. 1968)

## Sceneggiatori(1)
- Gérard Brach, sceneggiatore francese (Montrouge, n. 1927 - Parigi, † 2006)

## Schermidori(3)
- Gérard Lefranc, schermidore francese (Calais, n. 1935 - Calais, † 2025)
- Gérard Rousset, schermidore francese (Valence, n. 1921 - Vesoul, † 2000)
- Gérard Thibault d'Anvers, schermidore e scrittore belga (Anversa, n. 1574 - † 1627)

## Sciatori alpini(2)
- Gérard Bonnevie, ex sciatore alpino francese (Val-d'Isère, n. 1952)
- Gérard Rambaud, ex sciatore alpino francese (n. 1959)

## Scrittori(4)
- Gérard Biard, scrittore e giornalista francese (Parigi, n. 1959)
- Gérard Prévot, scrittore belga (Binche, n. 1921 - Bruxelles, † 1975)
- Gérard de Villiers, scrittore e giornalista francese (Parigi, n. 1929 - Parigi, † 2013)
- Gérard Xuriguera, scrittore e critico d'arte francese (Barcellona, n. 1936)

## Scrittori di fantascienza(1)
- Gérard Klein, scrittore di fantascienza francese (Neuilly-sur-Seine, n. 1937)

## Storici(2)
- Gérard Prunier, storico francese (Neuilly-sur-Seine, n. 1942)
- Gérard Walter, storico francese (n. 1896 - Parigi, † 1974)

## Teologi(1)
- Gérard Philips, teologo belga (Sint-Truiden, n. 1899 - Lovanio, † 1972)

## Tiratori a segno(1)
- Gérard Denecheau, tiratore a segno francese (La Poitevinière, n. 1939 - Chaudron-en-Mauges, † 2010)

## Velocisti(1)
- Gérard Fénouil, velocista francese (Parigi, n. 1945 - † 2023)

## Vescovi cattolici(1)
- Gérard Mulumba Kalemba, vescovo cattolico della Repubblica Democratica del Congo (Kananga, n. 1937 - Kinshasa, † 2020)

## Violinisti(1)
- Gérard Poulet, violinista francese (Bayonne, n. 1938)

## Violisti(1)
- Gérard Caussé, violista francese (Tolosa, n. 1948)

## Senza attività specificata(1)
- Gérard de Ridefort, cavaliere medievale fiammingo (Fiandra - † 1189)